# Liste der Orte im Besitz des Magdalenerinnenklosters Lauban
Die Liste umfasst Orte und Teile von Ortschaften, die im Besitz des Magdalenerinnenklosters Lauban waren. Das Kloster wurde 1320 in der damals zu Böhmen gehörenden Oberlausitz gegründet. Im Gegensatz zu den Gemeinden der Umgebung blieben die meisten diese Ortschaften auch nach der Reformation katholisch. Einige Orte erhielten zur besseren Unterscheidung zu anderen Orten gleichen Namens oft den Vorsatz katholisch (Katholisch Hennersdorf, Katholisch Pfaffendorf). Ab etwa 1560 waren die Orte einem Administrator des Bistums Meißen mit Sitz in Bautzen am Dom St. Petri unterstellt. Der erste Administrator der Ober- und Niederlausitz war Johann Leisentrit. Mit Ausnahme der Enklave Günthersdorf, die bis zum Frieden von Schönbrunn 1809 böhmisch blieb, kamen im Prager Frieden 1635 alle Orte zusammen mit der Oberlausitz zum Kurfürstentum Sachsen. Ab 1815 wurden durch die Beschlüsse des Wiener Kongresses sämtliche Orte preußisch und gehörten ab 1821 durch die päpstliche Bulle De salute animarum zum Erzbistum Breslau. Die Orte liegen heute durchweg in der polnischen Woiwodschaft Niederschlesien.
- Karte mit allen Koordinaten:
- OSM |
- WikiMap

| Ort                   | Klosterbesitz ab Jahr | Bemerkung                        | Karte         | Territorium vor 1809 | Einwohner 1830 (% katholisch) | Heutiger Ortsname | Heutige Landgemeinde (S – Stadtteil) |
| --------------------- | --------------------- | -------------------------------- | ------------- | -------------------- | ----------------------------- | ----------------- | ------------------------------------ |
| Günthersdorf          | 1738                  | –                                | 51.208 15.25  | Böhmen               | 0756 (82,3 %)                 | Godzieszów        | Nowogrodziec                         |
| Hennersdorf           | 1320                  | –                                | 51.167 15.267 | Kursachsen           | 2673 (99,7 %)                 | Henryków Lubański | Lubań                                |
| Kerzdorf              | 1320                  | nur kleiner Teil                 | 51.102 15.294 | Kursachsen           | 0378 (25,9 %)                 | Księginki         | Lubań (S)                            |
| Nieder-Schreibersdorf | 1930                  | nur Gut Eichenhof nur kurze Zeit | 51.139 15.242 | Kursachsen           |                               | Pisarzowice Dolne | Lubań                                |
| Pfaffendorf           | 1320                  | –                                | 51.114 15.148 | Kursachsen           | 0866 (99,6 %)                 | Rudzica           | Siekierczyn                          |
| Sächsisch Haugsdorf   | 1756                  | nur ein Gutshof mit Schloss      | 51.177 15.341 | Kursachsen           |                               | Nawojów Łużycki   | Lubań                                |
| Wünschendorf          | 1320                  | –                                | 51.151 15.317 | Kursachsen           | 0480 0(1,5 %)                 | Radogoszcz        | Lubań                                |